# Firefox Sync
Firefox Sync, originariamente chiamato Mozilla Weave, è un servizio e una funzionalità del browser Mozilla Firefox che permette agli utenti di sincronizzare i propri segnalibri, le password, la cronologia di navigazione, i componenti aggiuntivi e le schede aperte con un'altra copia di Firefox (ad esempio una copia installata in un altro computer o in un telefono cellulare).
I dati degli utenti vengono conservati sui server di Mozilla, ma sono crittografati, in modo tale che nessuno, nemmeno Mozilla, può accedere alle informazioni dell'utente.
Firefox Sync era originariamente una estensione per Mozilla Firefox 3.x e SeaMonkey 2.0, ma dalle versioni di Firefox 4.0 e SeaMonkey 2.1 è diventata una funzionalità integrata nel browser.